# ダビデ・サルバド
ダビデ・サルバド（スペイン語: Davide Salvado, 1981年7月24日 - ）は、スペイン・ガリシア州ポンテベドラ県マリン生まれの歌手。活動音楽ジャンルは、ガリシアの伝統音楽、ワールドミュージック。。ワールドミュージック界での新たな注目株として、
2014年のワールドミュージック・エキスポに参加し、ステージを行った。

## 来歴
2014年10月のワールドミュージック・エキスポに参加し、「WOMEX 14 Official Showcase Selection」の1つとしてステージを行った。

## ディスコグラフィー
- Árnica Pura (2011)[6]